# Kazuaki Nagasawa
Kazuaki Nagasawa (長澤 和明 Nagasawa Kazuaki?,  Shimizu (actualmente Shizuoka), Shizuoka, 4 de febrero de 1958) es un exfutbolista japonés que se desempeñaba como centrocampista.
Nagasawa jugó 9 veces para la Selección de fútbol de Japón entre 1978 y 1985.

## Trayectoria

### Clubes
| Club          | País  | Año         |
| ------------- | ----- | ----------- |
| Yamaha Motors | Japón | 1980 - 1989 |

### Selección nacional
| Selección | País  | Año         |
| --------- | ----- | ----------- |
| Absoluta  | Japón | 1978 - 1985 |

## Estadística de equipo nacional
| Selección de Japón | Selección de Japón | Selección de Japón |
| Año                | Part.              | Goles              |
| ------------------ | ------------------ | ------------------ |
| 1978               | 6                  | 0                  |
| 1979               | 0                  | 0                  |
| 1980               | 0                  | 0                  |
| 1981               | 0                  | 0                  |
| 1982               | 0                  | 0                  |
| 1983               | 0                  | 0                  |
| 1984               | 0                  | 0                  |
| 1985               | 3                  | 0                  |
| Total              | 9                  | 0                  |

## Palmarés

### Títulos nacionales
| Título              | Club          | País  | Año       |
| ------------------- | ------------- | ----- | --------- |
| Copa del Emperador  | Yamaha Motors | Japón | 1982      |
| Japan Soccer League | Yamaha Motors | Japón | 1987-1988 |